# 懷特霍爾鎮區 (伊利諾伊州格林縣)
懷特霍爾鎮區（英語：White Hall Township）是位於美國伊利諾伊州格林縣的一個行政鎮區。

## 地方資料
根據2010年美國人口普查的數據，懷特霍爾鎮區的面積為109.10平方千米，當中陸地面積為108.90平方千米，而水域面積為0.20平方千米。當地共有人口2850人，而人口密度為每平方千米26.12人。